# Joe Wildon

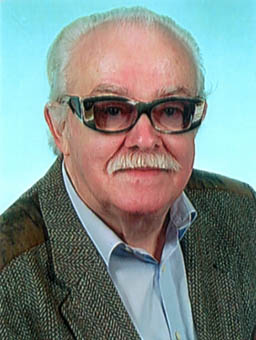
Joe Wildon

Joe Wildon (* 29. Juli 1922 in Königsberg als Julius Bernhard Wildermann; † 27. September 2003 in Bad Meinberg) war ein deutscher Zauberkünstler und Zaubergerätehersteller, der in den 1950er und 60er Jahren zu den führenden Tricklieferanten Deutschlands gehörte.

## Leben
Joe Wildon war ursprünglich Verwaltungsbeamter. Nach dem Krieg gründete er 1949 in Bielefeld sein Zauberfachgeschäft. 1950 veröffentlichte er die ersten, hektografierten Rundbriefe, die ab 1951 mit „Magische Monatsbriefe“ betitelt wurden. Daraus entwickelte sich ab 1952 die Fachzeitschrift „Magisches Magazin“, das Wildon bis 1961 publizierte.
1951 heiratete er. Durch finanzielle Probleme geriet Wildon Anfang der 1970er Jahre zunehmend in Lieferschwierigkeiten.
1976 schloss er sein Unternehmen ohne vorherige Ankündigung und zog nach England. Hier bildete er sich zum Heilpraktiker aus und arbeitet in diesem Beruf bis in die 1990er Jahre. 1999 kam er zurück nach Deutschland und lebte in Bad Meinberg, wo er auch starb.

## Veröffentlichungen
- „Magisches Magazin“, Zauberzeitschrift; sie erschien von 1952 bis 1957 monatlich, bis 1961 quartalsweise.
- „Wildons Zauber Katalog“, großer Jubiläumskatalog zum zehnjährigen Bestehen, 1959.
- „Der Trickspiegel“, Angebotsorgan, das ab 1962 insgesamt 21-mal in professioneller Heftform (DIN A5) erschien.